# Michael Collins (homme politique)
Pour les articles homonymes, voir Michael Collins et Collins.
Michael James Collins (en irlandais : Mícheál Seamus Ó Coileáin), né le 16 octobre 1890 et mort le 22 août 1922, est un leader révolutionnaire républicain irlandais, surtout connu comme chef militaire, mais qui a aussi eu des fonctions politiques.
Il est notamment ministre des Finances de la République irlandaise, leader de l'Irish Republican Brotherhood, directeur des services secrets de l'IRA, membre de la délégation irlandaise durant les négociations du traité anglo-irlandais, président du gouvernement provisoire et commandant en chef de l'Armée nationale irlandaise. 
Il meurt en août 1922, pendant la guerre civile irlandaise, lors d'une embuscade tendue par les opposants républicains au traité anglo-irlandais.

## Sa jeunesse

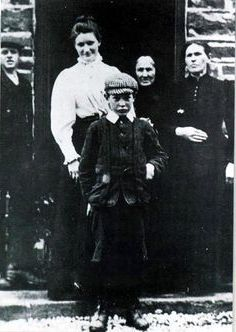
Michael Collins à 8 ans avec sa famille.

Michael James Collins est né à Woodfield, près de Clonakilty, dans le comté de Cork en 1890. la plupart de ses biographies donnent comme date de naissance le 16 octobre 1890 mais sa tombe mentionne le 12 octobre. Sa famille (les muintir Uí Choileáin) était au Moyen Âge les seigneurs de Uí Chonaill près de Limerick, mais comme beaucoup de nobles irlandais, ils ont été dépossédés de leurs terres et furent réduits au niveau de simples fermiers. À la fin du XIXe siècle les Collins sont des fermiers vivant plus confortablement que la moyenne. Michael Collins est le troisième garçon et le dernier né parmi huit enfants. Son père était membre des Fenians[réf. souhaitée].
Enfant à l'intelligence vive, Michael fut initié très tôt au nationalisme par son père, puis par son maître d'école Denis Lyons qui était membre de l'Irish Republican Brotherhood.
En sortant de classe, il aimait passer de longues heures chez le forgeron James Santry dont les récits ont laissé dans son esprit une trace indélébile.
Michael a 7 ans lorsque son père disparaît. Soucieuse d'assurer son avenir, sa mère l'envoie suivre les cours qui préparent l'examen d'entrée dans le service des Postes britanniques. Il passe les épreuves avec succès et il part pour Londres où il rejoint l'une de ses sœurs. Il est alors âgé de 15 ans. Il vivra 10 ans dans la capitale britannique. Il travaille d'abord pour les services financiers de la Poste, mais changera ensuite d'employeur à plusieurs reprises. Très vite, il rejoint les cercles irlandais de Londres et, en 1909, il prête le serment qui fait de lui un membre de l’IRB. Par la suite, il occupera le poste le plus élevé de l'organisation.
La Première Guerre mondiale éclate en 1914 et, à Dublin, les dirigeants nationalistes sont bien décidés à exploiter les difficultés du Royaume-Uni pour faire valoir les droits de l'Irlande à l'indépendance. Ayant eu vent de préparatifs, Michael donne sa démission — il travaillait alors pour une firme américaine — et rentre en Irlande au début de l'année 1916[réf. souhaitée].

## L’insurrection de Pâques 1916

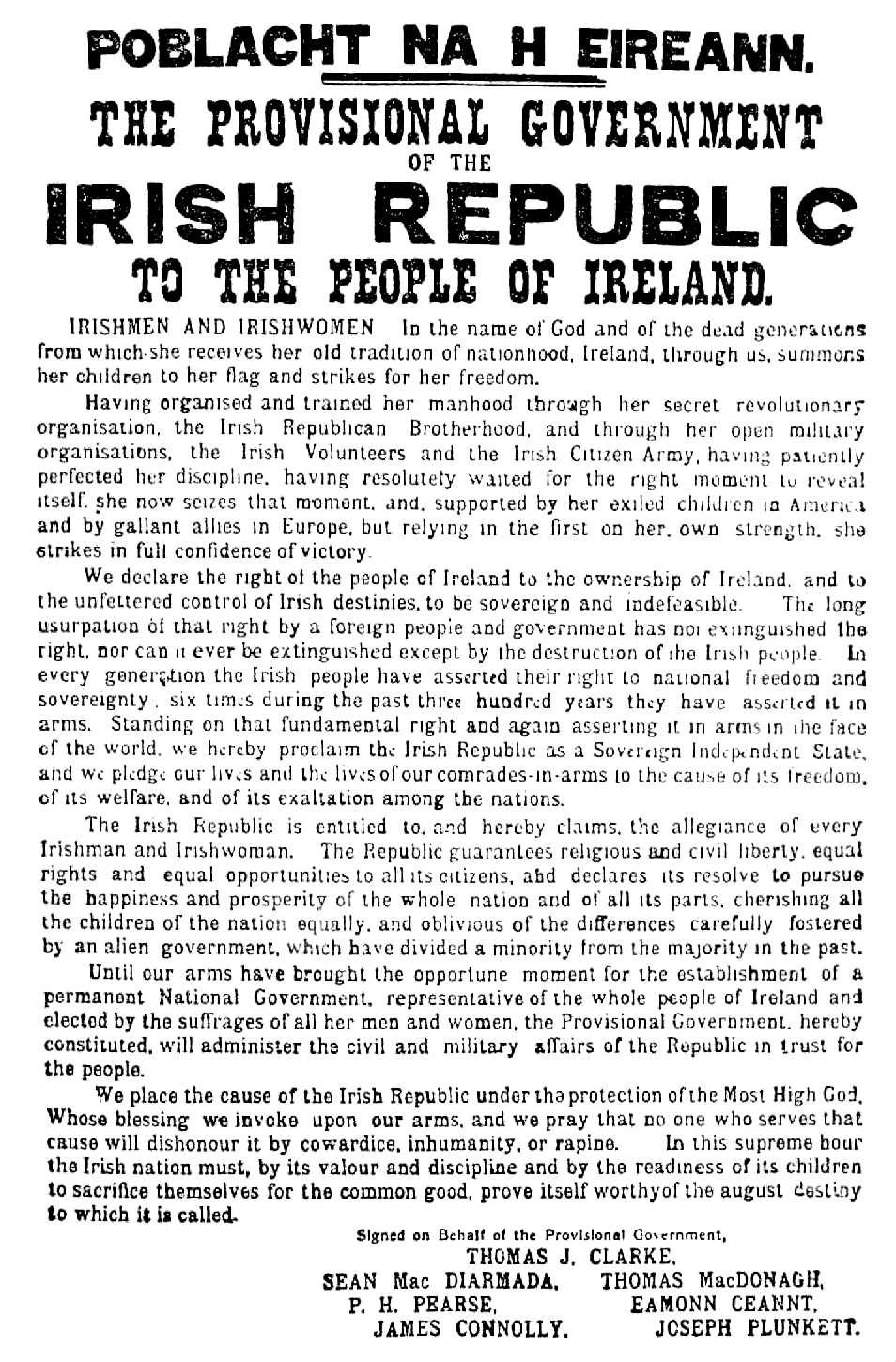
Proclamation de la République irlandaise lors de l'insurrection de Pâques

Michael Collins commença à se faire un nom durant l'insurrection de Pâques 1916. Considéré par certains[Qui ?] comme un remarquable organisateur, il était très respecté à l'IRB[Quoi ?]. Tant et si bien[pas clair] qu'il est nommé conseiller financier du comte Plunkett, le père d'un des organisateurs de l'insurrection de 1916, Joseph Plunkett[réf. nécessaire].
Quand vient le moment de l'insurrection, Collins combat aux côtés de Patrick Pearse et de ses hommes à la Poste centrale de Dublin. L'insurrection est un désastre militaire. Pendant que de nombreux indépendantistes célèbrent le sens du sacrifice et pensent que l'insurrection avait au moins eu le mérite d'exister, Collins, lui, enrage contre ce qu'il perçoit comme de l'amateurisme et du manque d'organisation, surtout dans le choix des cibles, comme la Poste centrale, un bâtiment impossible à défendre et d'où toute retraite est impossible. Collins est partisan d'une guerre de guérilla avec des troupes très mobiles pouvant attaquer n'importe où, pouvant se retirer rapidement avec un minimum de pertes mais en ayant un maximum d'efficacité[réf. souhaitée].
Comme beaucoup d'insurgés, Collins est arrêté et envoyé au camp d'internement de Frongoch au Pays de Galles. Au moment de la libération des insurgés, il est déjà devenu l'un des leaders du Sinn Féin, un petit parti nationaliste qui a été rapidement infiltré par les vétérans de l'insurrection de 1916[pas clair]. Dès octobre 1917, Collins devient membre de l'exécutif du parti et directeur des Irish Volunteers, Éamon de Valera étant le président des deux mouvements[réf. souhaitée].

## Le premier Dáil
Comme tous les principaux membres du Sinn Féin, Michael Collins est choisi pour se présenter aux élections législatives de décembre 1918. Avec une écrasante majorité, Collins est élu et devient donc Député (MP) du sud du Comté de Cork. Contrairement aux 6 élus nationalistes modérés du Irish Parliamentary Party (autonomistes), les 73 élus Sinn Féin (sur 107 élus irlandais au total) décident de ne pas siéger à Westminster et installent un parlement irlandais à Dublin. Ce nouveau parlement, appelé Dáil Éireann, se réunit pour la première fois à Mansion House à Dublin le 21 janvier 1919, et proclame aussitôt l'indépendance de la république d'Irlande. En l'absence de De Valera, emprisonné depuis mai 1918, c'est Cathal Brugha qui fut élu "Príomh Aire", c'est-à-dire Premier ministre.
En février 1919, Collins fait évader de Valera de la prison de Lincoln et celui-ci se réfugie aux États-Unis.
Au cours de l'année 1919, Collins occupe plusieurs charges. Durant l'été, il est élu président de l'IRB et en septembre, il est nommé directeur des Services de renseignements de l'IRA. Sinéad Derrig devient sa secrétaire personnelle jusqu'en 1922,. La guerre d'indépendance commence le jour de la première session du nouveau parlement irlandais par l'assassinat de deux policiers dans le comté de Tipperary[réf. nécessaire].

## Ministre des Finances
En 1919, le déjà très occupé Collins reçoit une nouvelle charge quand De Valera le nomme ministre des Finances. Alors que la plupart des ministères n'ont qu'une existence théorique du fait des menaces d'arrestations voire d'assassinat provenant des Royal Irish Constabulary, des Black and Tans, des Auxiliaries ou de l'armée britannique, Collins se lance dans une grande organisation de son ministère. Il organise la collecte d'argent pour financer la nouvelle république irlandaise. Collins lance un grand emprunt qui a tellement de succès que Lénine lui-même en entend parler et lui envoie un émissaire pour lui emprunter de l'argent, offrant en échange les bijoux de la couronne russe (ces bijoux furent conservés à Dublin, oubliés pendant un certain temps, avant d'être retrouvés par hasard dans les années 1930)[réf. nécessaire].
Les résultats obtenus par Michael Collins sont impressionnants. Entre la création d'un groupe spécial d'assassins[pas clair] appelés les Douze Apôtres (the Twelve Apostles) chargés des basses œuvres de l'IRA et de l'IRB, à l'emprunt national pour financer la république ; entre le leadership de l'IRA à la gestion effective du gouvernement quand De Valera voyage à l'étranger ou est retenu aux États-Unis, Collins devient petit à petit un personnage incontournable, parcourant Dublin et les villages irlandais à vélo. Il fait savoir à tout le haut personnel du 
«  Château » que tous les traitres collaborant avec la Couronne britannique seront condamnés à mort[réf. nécessaire].
En 1920, sa tête est mise à prix par les autorités britanniques pour la somme, très élevée pour l'époque, de 10 000 livres sterling. Cependant les membres de la "G division" du Château ne savent rien à son propos à tel point qu'il faut attendre la signature du traité pour que les Britanniques connaissent enfin son visage[réf. nécessaire].
Dans le même temps, et à cause de son omniprésence, Collins se fait de nombreux ennemis dans son propre camp. Les deux principaux sont Cathal Brugha, le ministre de la Défense et surtout Éamon de Valera. Il y a entre eux une forte rivalité, au point que de Valera essaye plusieurs fois d'envoyer Collins aux États-Unis pour l'éloigner de l'Irlande[réf. nécessaire].

## Le traité anglo-irlandais
Le 24 juin 1921, Lloyd George propose l'ouverture de négociations, qui aboutissent le 10 juillet 1921 à une trêve. Lors de la négociation du traité anglo-irlandais qui suit, De Valera nomme une équipe de délégués plénipotentiaires ayant le pouvoir de signer un traité sans en référer systématiquement au gouvernement de Dublin, équipe dirigée par Arthur Griffith et Michael Collins. Après une longue hésitation et pensant que De Valera l'accompagnerait dans cette négociation, Collins accepte de se rendre à Londres[réf. souhaitée].
Une citation célebre de ce dernier: "Je me suis dit que lorsqu'on connaissait les règles, la vie pouvait se négocier."
Le traité anglo-irlandais de décembre 1921 officialise la création d'un nouvel État irlandais indépendant sous le nom d'État libre d'Irlande (Irish Free State), doté de son gouvernement, de son parlement bicaméral, de sa police, de sa monnaie et de sa diplomatie. Certaines limitations à la souveraineté irlandaise sont cependant prévues[Lesquelles ?].
Le traité s'applique théoriquement à l'Irlande du Nord, mais il est stipulé que les représentants des six comtés du nord, où les protestants sont majoritaires, pourraient s'opposer à l'entrée dans le nouvel État. Dans cette hypothèse, les Britanniques et les Irlandais doivent mettre en place une commission devant tracer la frontière (Boundary Commission) entre les deux États, « en accord avec le souhait des habitants ». Les deux comtés à majorité catholique, le Fermanagh et le Tyrone, semblent destinés (avec l'accord officieux de Londres) à devenir irlandais, ce qui ne sera finalement pas mis en œuvre devant l'opposition du gouvernement britannique ayant succédé à celui de Lloyd George. Collins souhaite ainsi minimiser la taille de la future Irlande du Nord.
Le traité établit le nouvel État irlandais comme un dominion au sein de Commonwealth, le roi ou la reine restant le chef d'État en titre. Le monarque britannique n'est de ce fait pas représenté par un ambassadeur, mais par un « gouverneur général », chargé entre autres de désigner le premier ministre au nom du roi ou de la reine, après les élections.
La marine britannique conserve la défense côtière de l'Irlande pendant 5 ans, puis obtient le droit de conserver des bases côtières.
Une citoyenneté commune est maintenue entre la Grande-Bretagne et l'État Libre.
Enfin, les membres du gouvernement et du parlement (dail et sénat) doivent prêter un serment d'allégeance à la couronne britannique. Ce serment indique (selon la rédaction du traité, intégrée dans l'article 17 de la constitution de 1922) : « Je... jure solennellement une véritable fidélité et allégeance à la Constitution de l'État libre d'Irlande telle qu'établie par la loi, et que je serai fidèle à sa majesté le roi George V, à ses héritiers et successeurs selon la loi, en vertu de la citoyenneté commune de l'Irlande et de la Grande-Bretagne et de son adhésion au groupe des nations composant le Commonwealth britannique des nations ». La fidélité à la constitution irlandaise vient en premier, et la mention « je serai fidèle à sa majesté le roi » n'implique aucun devoir d'obéissance concret, mais le serment à un « souverain étranger » sera un des principaux motif de l'opposition des nationalistes au traité[réf. souhaitée].
Au bout du compte, le traité organise une réelle indépendance irlandaise, mais avec diverses limitations, symboliques (l'interdiction de la proclamation de la république d'Irlande) ou réelles (comme en Irlande du Nord).

Les républicains les plus intransigeants crient immédiatement au scandale, accusant les délégués d'avoir vendu la république en acceptant le maintien de l'Irlande, même d'une façon purement formelle, au sein de l'Empire britannique.
La majorité des députés Sinn Féin votent en faveur du traité, mais la majorité des adhérents se prononcent contre, et De Valera rejoint les forces opposées au traité. Ses opposants clament haut et fort qu'il a été au courant des tractations menées avec Londres[réf. nécessaire].

## La guerre civile et la mort de Collins
D'après la constitution approuvée en 1919, le Dáil Éireann continue d'exister. De Valera démissionna de sa présidence et provoqua une nouvelle élection. À la suite d'un accord entre Collins et De Valera, le Sinn Fein se présenta uni, présentant selon les circonscriptions des partisans et des opposants au traité. Les autres partis (comme le parti travailliste) étaient tous pro-traité, et la majorité des candidats indépendants l'étaient aussi. Finalement, les candidats pro-traité gagnèrent de façon nette les élections, les Sinn Féin anti-traité obtenant de mauvais résultats. Arthur Griffith, fondateur en 1905 du Sinn Fein et partisan du traité, prit la présidence du Dail. Il forma un gouvernement dans lequel Collins tint la place de président du Gouvernement provisoire (President of the provisional Government) et de ministre des Finances.
Une anecdote assez particulière est à signaler. Lors de la passation de pouvoir entre le vice-roi d'Irlande et Collins, ce dernier arrive avec sept minutes de retard. Le vice-roi, avec le flegme pour lequel les Britanniques sont connus, fait remarquer cet écart à Collins, lequel lui répond : « vous avez dû attendre pendant sept minutes, mais nous avons dû attendre sept cents ans... » (« you had to wait for seven minutes but we had to wait for seven hundred years »).

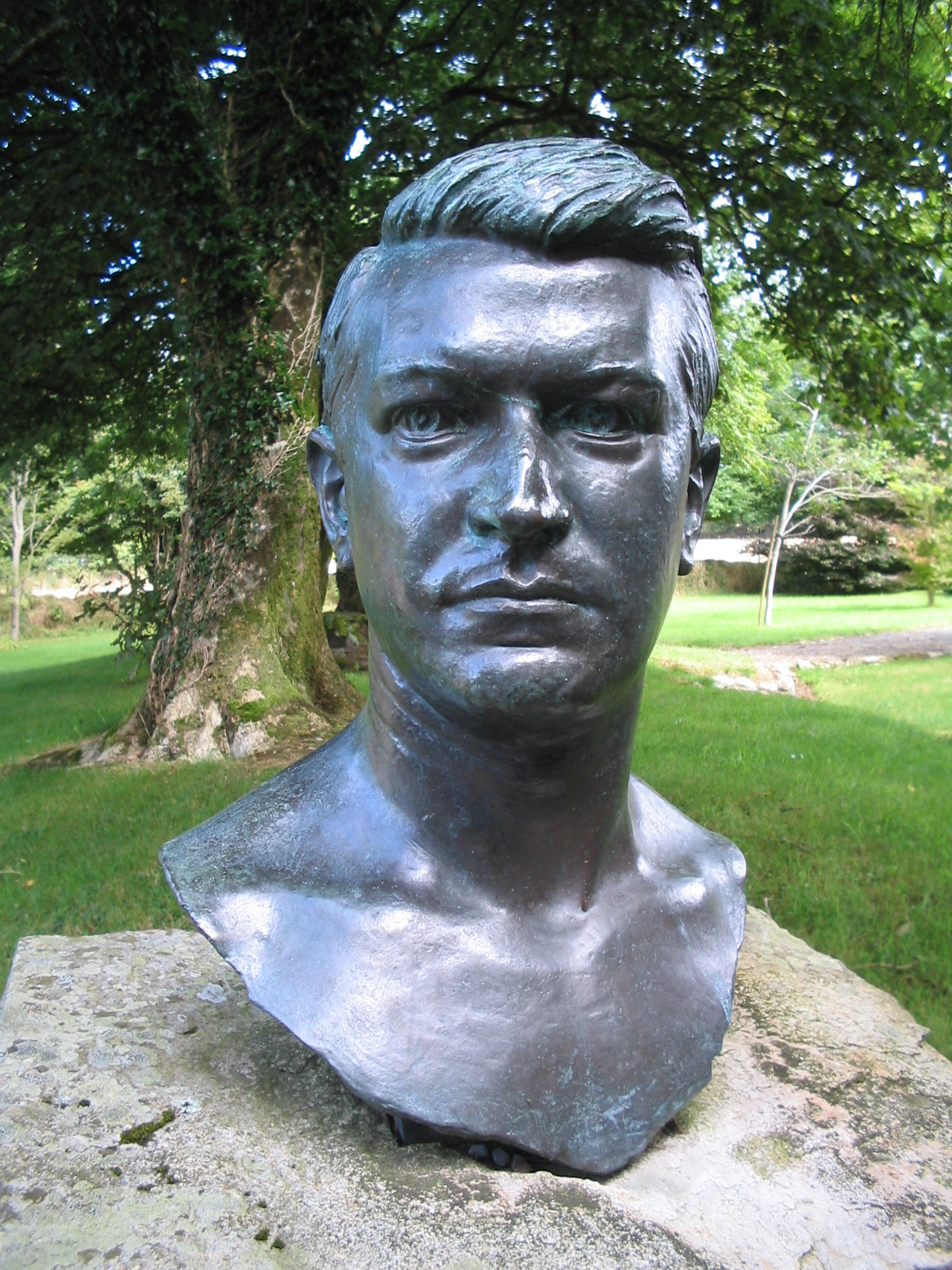
Buste de Michaël Collins sur l'emplacement de sa maison natale.

Les opposants au traité, qui avaient refusé d'approuver le traité au Dáil, se retirèrent de l'assemblée. Ils formeront en octobre 1922 un « gouvernement républicain » sous la direction de De Valera. C'est le début de la guerre civile irlandaise.
En juin 1922, le gouvernement de Collins fit tirer sur des membres de l'IRA (la fraction n'ayant pas rallié l'armée de l'État Libre) qui occupaient en armes les Four Courts de Dublin en protestation au traité. Ce groupe, dirigé par Rory O'Connor, n'avait pas reçu le soutien de De Valera ou de l'exécutif de l'IRA, mais ceux-ci se solidarisèrent après le bombardement. Ce fut le premier combat de la guerre civile, qui dura jusqu'en mai 1923 et se termina par la défaite des insurgés anti-traité.
Vers le milieu de l'année 1922, Michael Collins abandonna ses responsabilités au gouvernement et devint le commandant en chef de l' armée nationale. Lors d'une de ses campagnes militaires, en août 1922, peu après la mort de Griffith, Collins dut se déplacer dans son comté natal de Cork où il devait retrouver De Valera. Il aurait eu à cette occasion cette phrase « They won't shoot me in my own county » (« Ils ne pourraient pas me tuer dans mon propre comté »). Le 22 août, sur la route, au lieu-dit Béal na mBláth ("la bouche des fleurs"), le convoi de Collins fut pris dans une embuscade. Une fusillade s'ensuivit, qui dura 45 minutes. Collins y fut mortellement atteint d'une balle derrière la tête. Il était âgé de 31 ans.
Michael Collins est enterré à Dublin au cimetière de Glasnevin.

## Filmographie
- 1996 : Michael Collins, de Neil Jordan
- 2016 : Rebellion, serie originale Netflix de Colin Teevan

## Hommages
- Une ballade[10] de Brendan O'Reilly qui commence par : " un vieil homme m'a dit ..." lui rend hommage en racontant sa vie et l'épisode tragique de sa mort à 32 ans.
- Le groupe de rock identitaire In Memoriam lui consacre une chanson dans l'album À travers les temps.
- Le groupe de rock Kao'bai rend également hommage à Michael collins dans l'album "Episode Epique".
- Le groupe de rock Black 47 rend aussi hommage à Michael collins avec la chanson intitulée "The Big Fellah (en)" (surnom de Michael Collins).